# Melinnacheres levinseni
Melinnacheres levinseni is een eenoogkreeftjessoort uit de familie van de Saccopsidae. De wetenschappelijke naam van de soort is voor het eerst geldig gepubliceerd in 1885 door McIntosh.